# هيئة تطوير المنطقة الشرقية
هيئة تطوير المنطقة الشرقية، هي هيئة حكومية سعودية، أنشئت بقرار مجلس الوزراء في 24 نوفمبر 2014، ويرأسها أمير المنطقة الشرقية، ولها سلطات تنظيمية وتخطيطية وتنفيذية تتعلق بتطوير المنطقة.

## المهام
تتولى الهيئة رسم السياسة العامة لتطوير المنطقة الشرقية وتنميتها، وكذلك متابعة تنفيذ وتخطيط المشاريع بالتنسيق مع مجلس المنطقة وأمانة المنطقة والأجهزة الأخرى فيها. كما تقوم الهيئة بإعداد دراسات الجدوى الاقتصادية للمشاريع والبرامج التي تنفذها منفردة أو بمشاركة جهات أخرى، بالإضافة إلى مشاركتها في وضع خطط وميزانيات الجهات والمصالح الحكومية والمؤسسات العامة والهيئات وجمعيات النفع العام بما يضمن تحقيق التنمية المتوازنة في المنطقة.